# Powiat Freystadt

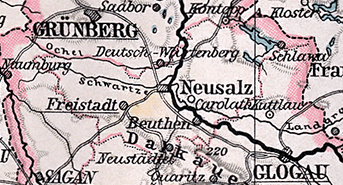
Kreis Freystadt, 1905 r.

Powiat Freystadt (niem. Kreis Freystadt, pol. powiat kożuchowski) – niemiecki powiat istniejący w okresie od 1741 do 1932 i od 1933 do 1945 r. na terenie prowincji śląskiej.
Powiat Freystadt należał do rejencji legnickiej pruskiej Prowincji Śląsk i początkowo funkcjonował pod nazwą powiatu Neusalz, ale w 1820 r. zmieniono jego nazwę w związku z przeniesieniem siedziby z Nowej Soli do Kożuchowa. W 1932 r. został zlikwidowany poprzez włączenie do powiatu Grünberg i. Schles., ale już rok później wydzielono go ponownie. Od 1939 r. powiat funkcjonował pod nazwą Freystadt i. Niederschles. Od 1945 r. terytorium powiatu znajduje się pod administracją polską.
W 1910 r. powiat obejmował 162 gminy o powierzchni 875,65 km² zamieszkanych przez 55.707 osób.